# Bhavačakra

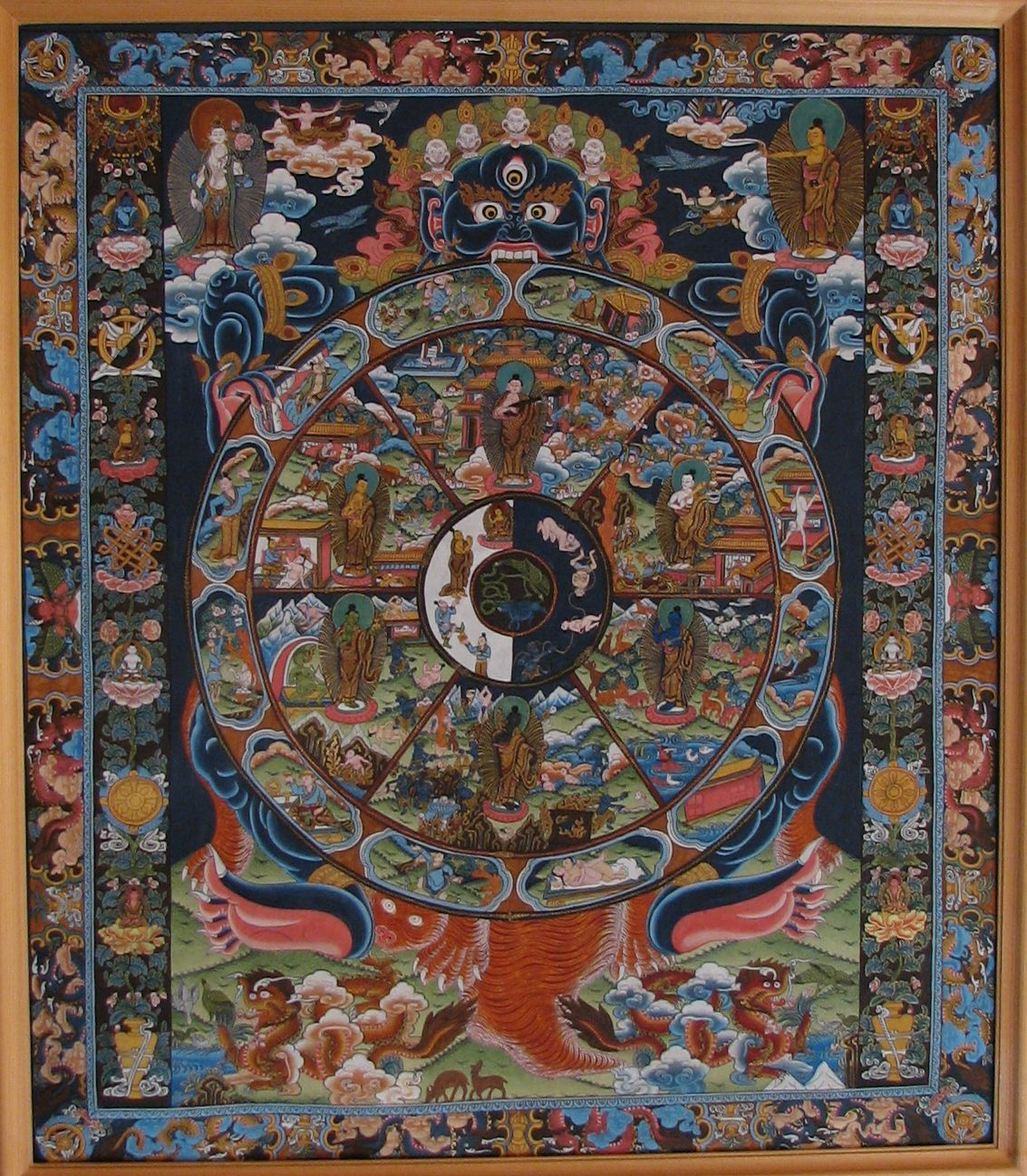
Tibetská bhavačakra

Bhavačakra (v dévanágarí भवचक्र), v jazyce páli bhavačakka, je sanskrtský pojem, který označuje buddhistické symbolické vyobrazení samsáry. S bhavačakrou se lze setkat především v tibetském buddhismu. „Bhava“ znamená život a „čakra“ kolo, pojem tak bývá často překládán jako „kolo života“, případně „kolo samsáry“, „kolo bytí“ apod.
Bhavačakra je takřka vždy kruhového zobrazení, v jehož středu se povětšinou nachází tři zvířata: kohout, had a prase. Mají představovat žádostivost, zášť a klam, tedy jevy, které pohání kolo samsáry. Kolem tohoto středového zobrazení umístěného v malém kruhu se nachází další kruh, v němž jsou umístěna vyobrazení šesti světů, do kterých se může bytost zrodit. Třetí, vnější kruh uzavírá celou bhavačakru. Je rozdělen na dvanáct části, přičemž v každé je jedno vyobrazení představující jeden článek řetězce podmíněného vznikání. Celé kolo života držívá ve svých pařátech posmrtný soudce a pán pekel Jama, který symbolizuje smrt.
V každé z oněch šesti oblastí samsáry je často zobrazována postava bódhisattvy, který ukazuje tamějším bytostem cestu k osvobození z koloběhu životů. V tomto smyslu je také každá slabika mantry ÓM MANI PADMÉ HÚM přiřazována jednotlivým sférám existence.